# Елена Джемо
Елена Джемо (італ. Elena Gemo, 17 березня 1987) — італійська плавчиня.
Учасниця Олімпійських Ігор 2012 року.
Призерка Чемпіонату Європи з плавання на короткій воді 2008, 2010, 2015 років.
Призерка літньої Універсіади 2009 року.